# Homework (álbum)
Homework é o álbum de estreia da dupla francesa de música eletrônica Daft Punk, primeiramente lançado em 20 de janeiro de 1997. O álbum é considerado uma mistura de house, techno, acid e funk. Este é notado por induzir o interesse ao toque musical francês com diversos artistas seguindo o estilo. Homework destaca-se com os singles "Around the World" e "Da Funk".

## Gravação
Em 1993, Thomas Bangalter e Guy-Manuel de Homem-Christo apresentaram um demo de música eletrônica a Stuart Macmillan do Slam em uma rave na Eurodisney. O conteúdo do cassete eventualmente foi lançado no single "The New Wave", o qual foi lançado em 11 de abril de 1994 pela gravadora Soma Quality Recordings. A gravação também continha a versão final da faixa "The New Wave", intitulada "Alive".
"Da Funk" e "Rollin' & Scratchin'" foram lançadas como um single pela gravadora Soma em 1995. As faixas foram então utilizadas pelo The Chemical Brothers em DJ sets no The Heavenly Social, em Londres. Durante o mesmo ano, Tom Rowlands e Ed Simons pediram que a dupla fizesse remix de seu single "Life is Sweet" e abrisse para o The Chemical Brothers na turnê no Reino Unido. A consequente popularidade dos singles de Daft Punk levou a dupla a assinar com a Virgin Records em Setembro de 1996. A sua saída da Soma foi notada por Richard Brown da gravadora baseada em Glasgow. "Ficamos obviamentes tristes por perdê-los para a Virgin, mas eles tiveram a oportunidade de ir bem longe, o que eles queriam, e não é muito frequente uma banda ter essa chance após dois singles. Nós estamos felizes por eles".
Embora a Virgin mantenha os direitos de distribuição exclusivos sobre o material de Daft Punk, a dupla permanece os donos dos seus master tapes através da gravadora Daft Trax. Bangalter expressou que "Para ser livre, tínhamos que estar no controle. Para estar no controle, tivemos que financiar o que nós estávamos fazendo. A ideia principal era ser livre". Daft Punk discutiu o seu método com Spike Jonze, diretor do videoclipe de "Da Funk". Ele observou que "Eles estavam fazendo tudo com base na forma como eles queriam fazer. Ao contrário de, a 'oh, assinamos com esta empresa discográfica, temos que usar os seus planos'. Eles queriam ter a certeza que nunca tiveram que fazer qualquer coisa que os fariam sentir deprimidos em fazer música". No que diz respeito ao controle de criatividade e liberdade da dupla, Bangalter disse:
| “ | Nós temos muito mais controle do que dinheiro. Você não pode ter tudo. Vivemos em uma sociedade onde o dinheiro é o que as pessoas querem, então elas não podem ter o controle. Nós escolhemos. Controle é liberdade. As pessoas dizem que estamos malucos por controle, mas o controle é controlar o seu destino sem controlar outras pessoas. Não estamos tentando manipular outras pessoas, apenas controlando o que nós mesmos fazemos. Controlar o que fazemos é ser livre. As pessoas devem parar de pensar que um artista que controla o que ele faz é uma coisa ruim. Muitos artistas de hoje são apenas vítimas, não tendo controle, e não estão livres. E isso é patético. Se você começar sendo dependente do dinheiro, então o dinheiro tem que chegar a um ponto para se ajustar às suas despesas. | ” |

Daft Punk trabalhou para gravar outras faixas, incluindo "Revolution 909" e "Around the World". O álbum foi mixado e gravado no seu próprio estúdio, Daft House, em Paris, França. Foi masterizado por Nilesh Patel no estúdio de Londres The Exchange.
Virgin re-lançou "Da Funk", com o Lado B "Musique", em 1996, antes da estréia de Homework. Bangalter declarou mais tarde que o Lado B "nunca foi destinado a estar no álbum e, de fato, "Da Funk", como single, já vendeu mais unidades do que Homework, então mais pessoas proprietárias disto teriam de qualquer jeito se estivesse no álbum. Isto é basicamente usado para fazer o single uma dupla função".

## Estrutura
Daft Punk deliberadamente ordenou as faixas do álbum por meio de um LP de disco-duplo em mente. Como afirmado por Guy-Manuel de Homem-Christo, "Tivemos muitas faixas e tínhamos que colocá-las em quatro lados... não houve tema planejado, porque todas as faixas foram gravadas antes de arrumarmos a sequência do álbum. A ideia era fazer as melhores canções [mais agradáveis aos ouvidos] organizando-as a forma como a fizemos para torná-lo mais do que um álbum".
"Daftendirekt" é um excerto de uma performance ao vivo gravada em uma festa em Gante. Serviu de introdução ao show da dupla e é também usado para começar o álbum. A faixa seguinte, "WDPK 83.7 FM" é considerada uma homenagem a rádio FM exibida nos Estados Unidos. A compressão de radiodifusão é uma das principais influências na música de Daft Punk. Como afirmado por de Homem-Christo, "Algumas pessoas gostam realmente de um bom som de uma guitarra, e nós realmente gostamos do som da compressão em geral". O vocal da frase repetida em "Musique" também aparece em "WDPK 83.7 FM".
A abertura de "Revolution 909" é dito ser uma reflexão sobre o governo francês e de sua posição na cena rave. Quando questionado sobre as motivações da posição, Thomas Bangalter presumiu: "Eles fingem que é droga, mas não acho que é a única coisa. Há drogas em toda a parte, mas eles provavelmente não teriam um problema se a mesma coisa estivesse acontecendo em um show de rock, porque isso é o que eles entendem". "Revolution 909" é imediatamente seguido por "Da Funk", que é considerado por transmitir elementos de funk e de acid. Nos comentários de áudio para o trabalho do diretor Spike Jonze, a dupla afirmou que o tema de "Da Funk" envolveu a introdução de um simple, elemento incomum que torna-se aceitável e move-se ao longo do tempo.
Bangalter considerou que "Phoenix" é "uma faixa importante, mas não mais importante do que qualquer uma das outras faixas". Daft Punk concordou que o seu conceito para a peça foi o de criar uma força gospel em uma faixa de house music.Curiosamente, muitos anos depois, foi descoberto que Phoenix utilizava samples de Don't Go Breaking My Heart, de Elton John e Kiki Dee. Em contraste, "Fresh" mostra-se para ser alegre e luminosa. No comentário de áudio fornecidos em D.A.F.T., a dupla considera a sua estrutura para ser cômica.
Acredita-se que "Around the World" contenha influências em "Popcorn", hit de Gershon Kingsley. Michel Gondry também comparou a linha do baixo da faixa ao de "Good Times", de Chic. A faixa "Teachers" é uma homenagem aos pioneiros do techno de Detroit e cenas da Chicago house e reconhece (entre outros) futuros colaboradores como Romanthony, DJ Sneak e Todd Edwards. A canção "Oh Yeah" contêm características de DJ Deelat e DJ Crabbe, também conhecidos como David Girier-Dufourier e Pascal Esposito. Como metade de Jess & Crabbe, o último criou um remix lançado no álbum Daft Club da canção "Harder, Better, Faster, Stronger".
"Indo Silver Club" é baseado em um sample de "Hot Shot" de Karen Young. Antes da sua inclusão no Homework, "Indo Silver Club" foi lançado como um single pela Soma Recordings como duas partes. O single faltava um artista creditado na embalagem[carece de fontes?] e foi pensado inicialmente ter sido criado por produtores inexistentes. A versão final de "The New Wave" ("Alive") foi incluída no álbum como a décima quinta faixa. Finalmente, "Funk Ad" é uma parte invertida de "Da Funk".

## Recepção
| Críticas profissionais        | Críticas profissionais |
| Avaliações da crítica         | Avaliações da crítica  |
| Fonte                         | Avaliação              |
| ----------------------------- | ---------------------- |
| Allmusic                      | 5 de 5 estrelas.       |
| Robert Christgau              | Favorável              |
| eMusic                        | 4.5 de 5 estrelas.     |
| Encyclopedia of Popular Music | [ 12 ]                 |
| Entertainment Weekly          | B+                     |
| Pitchfork Media               | 7.6/10                 |
| Q                             | [ 13 ]                 |
| The Rolling Stone Album Guide | 3 de 5 estrelas.       |
| Slant Magazine                | 3.5 de 5 estrelas.     |
| Wall of Sound                 | 74/100                 |

Daft Punk achava que a maioria das cópias deveriam ser em vinil, portanto, apenas 50.000 álbuns foram inicialmente gravados em CD. Após seu lançamento em 1997, as vendas impressionantes de Homework fez com que os distribuidores acelerassem a produção para satisfazer a procura. O álbum apareceu em 35 países em todo o mundo e vendeu mais de dois milhões de cópias em poucos meses de lançamento.
Homework caracterizou singles que tiveram impacto significativo na French house e em cenas da dance music mundial. Isto inclui os aclamados "Da Funk" e "Around the World", que alcançou a 1ª posição nas paradas musicais da Billboard de Hot Dance Music/Club Play. Como resultado das vendas, Homework foi certificado em Ouro pela RIAA, em 11 de julho de 2001.
O álbum está presente no livro 1001 Albums You Must Hear Before You Die. Nele, o crítico Alex Rayner afirma que "Homework serviu como uma ponte entre os mais estabelecidos estilos de eletrônica e o crescente ecletismo de big beat. E ele provou a muitos seguidores do clube que havia mais na dance music do que pílulas e predefinições de teclado".
Um sample da canção "Daftendirekt" é destaque em "So Much Betta" de Janet Jackson de seu álbum Discipline.

## Faixas
Todas as músicas compostas por Thomas Bangalter e Guy-Manuel de Homem-Christo.
| N.º | Título                 | Duração |  |
| 1.  | "Daftendirekt"         | 2:44    |  |
| 2.  | "WDPK 83.7 FM"         | 0:28    |  |
| 3.  | "Revolution 909"       | 5:26    |  |
| 4.  | "Da Funk"              | 5:28    |  |
| 5.  | "Phoenix"              | 4:55    |  |
| 6.  | "Fresh"                | 4:03    |  |
| 7.  | "Around the World"     | 7:07    |  |
| 8.  | "Rollin' & Scratchin'" | 7:26    |  |
| 9.  | "Teachers"             | 2:52    |  |
| 10. | "High Fidelity"        | 7:00    |  |
| 11. | "Rock'n Roll"          | 7:32    |  |
| 12. | "Oh Yeah"              | 2:00    |  |
| 13. | "Burnin'"              | 6:53    |  |
| 14. | "Indo Silver Club"     | 4:32    |  |
| 15. | "Alive"                | 5:15    |  |
| 16. | "Funk Ad"              | 0:50    |  |

## Desempenho nas paradas
| Paradas (1997)                  | Melhor posição |
| ------------------------------- | -------------- |
| Alemanha (Media Control Charts) | 48             |
| Austrália (ARIA Charts)         | 37             |
| Áustria (Ö3 Austria Top 40)     | 34             |
| Bélgica (Ultratop 50 Flandres)  | 7              |
| Bélgica (Ultratop 40 Valônia)   | 9              |
| Canadá (Canadian Albums Chart)  | 15             |
| Estados Unidos (Billboard 200)  | 150            |
| Finlândia (IFPI)                | 34             |
| França (SNEP)                   | 3              |
| Holanda (Mega Charts)           | 25             |
| Irlanda (IRMA)                  | 54             |
| Itália (FIMI)                   | 68             |
| Noruega (VG-lista)              | 40             |
| Nova Zelândia (RMNZ)            | 8              |
| Reino Unido (UK Albums Chart)   | 8              |
| Suécia (Sverigetopplistan)      | 16             |

| Paradas (1997)                 | Melhor posição |
| ------------------------------ | -------------- |
| Bélgica (Ultratop 50 Flandres) | 38             |
| Bélgica (Ultratop 40 Valônia)  | 38             |
| França (SNEP)                  | 24             |
| Holanda (Mega Charts)          | 95             |

## Certificações
| País                  | Certificação | Vendas   |
| --------------------- | ------------ | -------- |
| Bélgica (BEA)         | Platina      | 50.000+  |
| Canadá (Music Canada) | 2× Platina   | 200.000+ |
| Estados Unidos (RIAA) | Ouro         | 674.000+ |
| França (SNEP)         | Platina      | 534.400+ |
| Holanda (NVPI)        | Ouro         | 50.000+  |
| Nova Zelândia (RMNZ). | Platina      | 15.000+  |
| Reino Unido (BPI)     | Platina      | 345.009  |